# Lipite-Istar
Lipite-Istar ou Lipite-Estar (em sumério: 𒀭𒄿𒁲𒀭𒁕𒃶; romaniz.: Lipit-Ishtar ou Lipit-Eshtar) foi o quinto rei da primeira dinastia de Isim e reinou cerca de 1934 à 1 924 a.C.. Alguns documentos e inscrições reais deste tempo sobreviveram, mas ele é conhecido principalmente devido a língua suméria hinos ser escrita em sua homenagem, bem como pelo código de leis escrito em seu nome (precedendo, em cerca de 200 anos, o famoso Código de Hamurabi), que foram utilizados por cerca de centenas de anos após sua morte. Os anais que registram seu reinado também contam que ele expulsou os amoritas.